# Rose Eliceiry
Rose Eliceiry est une poétesse originaire de Québec. Elle a publié deux recueils de poésie, Hommes et chiens confondus et Là où fuit le monde en lumière, tous deux aux Éditions de l'Écrou. Elle a également contribué au recueil collectif Femmes rapaillées, dirigé par Isabelle Duval et Ouanessa Younsi et publié en 2016 aux Éditions Mémoire d'Encrier. Ce recueil avait comme objectif de rassembler des voix féminines diverses et de faire briller leurs paroles en réponse à L'Homme rapaillé de Gaston Miron. 

## Biographie
Née en 1985 à Québec, Rose Eliceiry est active sur la scène poétique québécoise depuis 2005. Elle a notamment participé à plusieurs lectures dans le cadre de divers festivals et événements poétiques comme la Nuit de la Poésie 2010, le Frye Festival à Moncton en 2014, Pavé poésie à Montréal en 2015, le Festival Voix d'Amériques et le Festival international de jazz de Montréal. De plus, dans le cadre du Festival Zone Homa en 2017, son second recueil, Là où fuit le monde en lumière, a fait l'objet d'une adaptation en monologue poétique au théâtre. La même année, elle a fait partie de la Délégation canadienne de la Foire du livre de La Havane.   
En 2016, elle a rendu son mémoire de maîtrise en études littéraires ayant pour sujet l'expérience du désir comme moteur de l'écriture à l'Université du Québec à Montréal. Ce sujet prend également une place importante dans son écriture.  

## Œuvre et distinctions
Son premier recueil de poésie, Hommes et chiens confondus, publié en 2011, lui a valu le Prix Félix-Leclerc de la poésie en 2013, dans le cadre du Festival international de poésie de Trois-Rivières. Ce prix est décerné aux jeunes écrivains qui en sont à la première ou deuxième publication. Là où fuit le monde en lumière, qui a également fait l'objet de son mémoire de maîtrise, a été finaliste au Prix des libraires du Québec en 2018, dans la catégorie Poésie.